# Jean de Tinan
Pour les autres membres de la famille, voir Le Barbier de Tinan.
Jean Le Barbier de Tinan, dit Jean de Tinan, né à Paris (7e) le 19 janvier 1874 et mort dans la même ville et le même arrondissement le 18 novembre 1898, est un romancier et chroniqueur français.

## Biographie
Fils d'Eugène Jean-Marie Théodose Le Barbier de Tinan (dit Maurice, 1842-1919) et de Valentine Derval (1851-1921), il grandit à l’écart de ses parents, élevé par sa grand-mère et sa tante, non loin de l’abbaye de Jumièges, où sa famille possède des biens.
Il emménage à Paris en 1895 après avoir abandonné ses études à l'école d'agronomie de Montpellier, étant au départ partagé entre l'amour des sciences exactes et la littérature : au Quartier latin, il devient l'ami intime de Pierre Louÿs, d'Henri Albert et d'André Lebey, se lie aussi à Paul Valéry et André Gide. Situés non loin du jardin du Luxembourg, leurs cafés préférés sont le D'Harcourt et la Taverne du Panthéon, ainsi que chez Vachette, au 27 boulevard Saint-Michel.
Il est le prête-plume de Willy pour deux de ses romans : Maîtresse d'esthètes, roman à clef et satire des milieux symbolistes puis Un vilain Monsieur ! sur un jeune homme n'arrivant plus à entretenir sa maîtresse.  
Jean de Tinan est aussi chroniqueur pour La Presse et pour Le Centaure. Dans la revue du Mercure de France, qui est l'un de ses éditeurs, il crée la chronique des « Sciences biologiques » en 1896 et celle des « Cirques, cabarets, concerts » en 1897. Cette dernière est éditée en volume, bien après la mort de Tinan, sous le titre de Noctambulismes par Francis Carco. Le titre s'inspire de l'introduction par Tinan de la première chronique : « Je pense que les noctambulismes sont d’admirables procédés d’émotion. »
L'un de ses « cocktails » préférés était le mélange d'éther et de curaçao, qu'il absorbait en réalité pour lutter contre la douleur et se donner du tonus.
En effet, malade du cœur depuis l'enfance, à l'automne 1898, il est paralysé après une attaque et meurt après une douloureuse agonie le 18 novembre 1898 ; il est enterré au cimetière du Père Lachaise, dans le caveau d’Antoine Merlin de Thionville, un de ses arrière-grands-pères. Aucune inscription sur la tombe ne mentionne son nom. 
Il est une figure caractéristique de la Belle Époque et un représentant de l'esthétique du décadentisme.

### Vie sentimentale
Durant sa courte vie d'adulte, Jean de Tinan a de nombreuses liaisons amoureuses.
Il a une liaison avec Irmine Gertrude Louise Boex, surnommée « Minnie », qui est la première fille de J.-H. Rosny aîné : elle a à peine 15 ans. Cette expérience inspire à l'auteur un roman, Aimienne ou le détournement de mineure, publié à titre posthume en 1899 par le Mercure de France. À propos de cette histoire, Edmond de Goncourt note dans son Journal : « Paul Margueritte me parle d'un dîner avec Rosny, qu'il a trouvé bien acerbe et qui continue à lui faire légèrement peur. Et comme on dit qu'il ne doit pas être commode dans son intérieur, Victor Margueritte raconte que sa fille aînée, qui a une quinzaine d'années, s'est enfuie de chez lui et s'est engagée comme fille de brasserie au café Harcourt et là, s'est laissé emmener dans la chambre de Jean de Tinan, un jeune poète, qui, lorsqu'il a appris qu'elle était la fille de Rosny, a été trouver le père, qui lui aurait dit qu'il avait un rendez-vous pour le moment et n'aurait été la rechercher que le lendemain... Mais le surlendemain, elle était pendue à la sonnette du poète. » Toujours à propos de cette liaison, dans les notes du Journal de J.-H. Rosny aîné, Jean-Michel Pottier précise : « Dans sa biographie de Jean de Tinan, Jean-Paul Goujon rappelle les faits en publiant un fac-similé d'une lettre écrite par Minnie qui ne laisse pas de doute sur l'authenticité de cette liaison. » Irmine Boex est la mère de Robert Borel-Rosny qui collabore avec sa femme Raymonde sous le nom R. & R. Borel-Rosny.
Jean de Tinan fut également, durant sa vie, amoureux éperdu de Marie de Régnier, qui avait été la maîtresse de son meilleur ami, Pierre Louÿs.

## Commentaires et critiques
Stéphane Mallarmé parla du roman de Jean de Tinan, Penses-tu réussir !, comme d'une version moderne de L'Éducation sentimentale de Gustave Flaubert.
Paul Léautaud, un des amis de Tinan, le mentionne à trente-huit reprises dans son Journal littéraire, à deux reprises dans son récit autobiographique Le Petit Ami et aussi dans Le Théâtre de Maurice Boissard (XXe chronique, datée du 1er décembre 1909). Dans son Journal littéraire en date du 22 mars 1896, Léautaud écrit qu'Alfred Vallette lui a dit : « si on mettait de l’argent sur les écrivains comme on en met sur les chevaux, j’en mettrais sur Tinan ».

## Publications

### Livres
- Un document sur l'impuissance d'aimer, roman, avec une eau-forte en frontispice de Félicien Rops, Paris, Librairie de l'art indépendant, 1894 Texte en ligne.
- Érythrée : les amphores de Phéidas, contes, ornementations de Maurice Delcourt, Paris, Éditions du Mercure de France, 1896 — 1er de huit contes annoncés  Texte en ligne.
- Penses-tu réussir ! ou les diverses amours de mon ami Raoul de Vallonges, roman, Paris, Éditions du Mercure de France, 1897.
- Willy [Jean de Tinan], Maîtresse d'esthètes, roman à clefs, couverture illustrée par Albert Guillaume, Paris, H. Simonis Empis, 1897.
- L'Exemple de Ninon de Lenclos amoureuse, roman, couverture illustrée par Toulouse-Lautrec, Paris, Éditions du Mercure de France, juin 1898.
- Willy [Jean de Tinan], Un vilain monsieur, couverture illustrée par Albert Guillaume, Paris, H. Simonis Empis, 1898.

### Chroniques
- « Chronique du règne de Félix Faure », Le Centaure, n°2, 1896. Texte en ligne
- « La Chronique du boulevard », La Presse, du 17 juillet 1897 au 16 mars 1898.
- « Cirques, cabarets, concerts », Le Mercure de France, 1897.
- « Sciences biologiques », Le Mercure de France, novembre et décembre 1897.
- « La Guirlande de Célimène », fantaisie épistolaire à six mains, La Presse, du 19 juin au 15 août 1898.

### Publications posthumes
- Aimienne, ou le détournement de mineure, roman, couverture illustrée par Maxime Dethomas et portrait de l'auteur par Henry Bataille, Paris, Éditions du Mercure de France, 1899 —Texte en ligne
- Annotation sentimentale (1921) Texte en ligne
- Noctambulismes (1897-1898), édition établie par Francis Carco (1921)
- Œuvres (2 volumes), Paris, Le Mercure de France, 1922-1923 Texte en ligne 1 2
- Œuvres complètes (2 volumes, édition établie par Hubert Juin, 1990)
- Journal intime 1894-1895, édition établie par Jean-Paul Goujon, Bartillat, Paris, 2016

### Correspondance
- L'Amitié de Pierre Louÿs et de Jean de Tinan, Les Amis de Pierre Louÿs, Reims, 1977
- Lettres inédites à André Lebey, Éditions Complexe, Dolhain, 1984
- Pierre Louÿs, Jean de Tinan : Correspondance, 1894-1898, Éditions du Limon, Paris, 1995
- Correspondance inédite, Impr. du Lérot, Tusson, 2005
- Lettres à Madame Bulteau, édition établie, présentée et annotée par Claude Sicard, Honoré Champion, Paris, 2019.

### Biographies
- André Lebey, Jean de Tinan, souvenirs et correspondance, Floury, Paris, 1922. Texte en ligne

- Jean-Paul Goujon, Jean de Tinan, Plon, Paris, 1990.
- Jean-Paul Goujon, Jean de Tinan, biographie, Bartillat, Paris, 2016. (Réédition enrichie et complétée)

### Articles
- Christophe Ippolito, « Extérieur nuit : sentimentisme et noctambulismes dans le Paris de Jean de Tinan », Dalhousie French Studies, vol. 69, Dalhousie University, 2004, p. 55‑62. Texte en ligne
- Anne Le Feuvre-Vivier, « Les passantes et le célibataire », Revue d’histoire littéraire de la France, Vol. 111, Presses Universitaires de France, 2011, p. 905‑921. Texte en ligne
- Anna Opiela-Mrozik, « Crise de l’amour, crise de l’écriture ? Jean de Tinan ou la recherche d’un traitement par les mots », Acta Universitatis Lodziensis. Folia Litteraria Romanica, vol. 1/17, 2022, p. 155‑166. En ligne
- Nolwenn Pamart, « La Guirlande de Célimène : les personnages du Misanthrope au miroir de la presse fin-de-siècle », dans L’héritage de Molière : réécritures, traductions et représentations du Grand Siècle à l’âge contemporain, Studi francesi, n°200, 2023, p. p. 304-314. Texte en ligne

## Adaptations

### Au cinéma
En 2002, son roman Penses-tu réussir ! a été adapté au cinéma par Jean-Paul Civeyrac sous le titre Le Doux Amour des hommes.